# I liga polska w piłce siatkowej kobiet (1984/1985)
I liga polska w piłce siatkowej kobiet 1984/1985 – 49. edycja rozgrywek o mistrzostwo polski w piłce siatkowej kobiet.

## Drużyny uczestniczące
| | I liga 1984/1985       |   |      |
| --- | ---------------------- | - | ---- |
| KRA | Wisła Kraków           | 1 | PEMK |
| SŁU | Czarni Słupsk          | 2 | PEZP |
| MIL | Płomień Milowice       | 3 |      |
| ŁÓD | Start Łódź             | 4 |      |
| ŁÓD | ŁKS Łódź               | 5 |      |
| WRO | Gwardia Wrocław        | 6 |      |
| GDA | Spójnia Gdańsk         | 7 |      |
| BIE | BKS Stal Bielsko-Biała | 8 |      |
| | Awans z II ligi        |   |      |
| WAR | Polonez Warszawa       |   |      |
| ŁÓD | ChKS Łódź              |   |      |
| Oznaczenia: - kolumna pierwsza – skróty nazw drużyn wpisane na mapie (jeśli ta została zamieszczona), - kolumna trzecia – miejsce zajęte przez daną drużynę w poprzednim sezonie. |                        |   |      |

## Rozgrywki

### Runda zasadnicza
Tabela
| Lp. | Drużyna                | Pkt | Mecze | Mecze | Mecze | Sety | Sety | Sety  |
| Lp. | Drużyna                | Pkt | M     | W     | P     | wyg. | prz. | ratio |
| --- | ---------------------- | --- | ----- | ----- | ----- | ---- | ---- | ----- |
| 1   | Czarni Słupsk          | 35  | 18    | 17    | 1     | 62   | 14   | 4.429 |
| 2   | Wisła Kraków           | 33  | 18    | 15    | 3     | 51   | 16   | 3.188 |
| 3   | ŁKS Łódź               | 32  | 18    | 14    | 4     | 46   | 20   | 2.300 |
| 4   | BKS Stal Bielsko-Biała | 28  | 18    | 10    | 8     | 36   | 27   | 1.333 |
| 5   | Start Łódź             | 27  | 18    | 9     | 9     | 34   | 32   | 1.063 |
| 6   | Gwardia Wrocław        | 26  | 18    | 8     | 10    | 30   | 38   | 0.789 |
| 7   | Płomień Milowice       | 25  | 18    | 7     | 11    | 25   | 37   | 0.676 |
| 8   | Polonez Warszawa       | 23  | 18    | 5     | 13    | 23   | 48   | 0.479 |
| 9   | ChKS Łódź              | 21  | 18    | 3     | 15    | 22   | 50   | 0.440 |
| 10  | Spójnia Gdańsk         | 20  | 18    | 2     | 16    | 16   | 51   | 0.314 |

     grupa mistrzowska
     grupa spadkowa

## Klasyfikacja końcowa
| Miejsce | Drużyna                |
| ------- | ---------------------- |
| 1.      | Czarni Słupsk          |
| 2.      | Wisła Kraków           |
| 3.      | ŁKS Łódź               |
| 4.      | BKS Stal Bielsko-Biała |
| 5.      | Gwardia Wrocław        |
| 6.      | Start Łódź             |
| 7.      | Płomień Milowice       |
| 8.      | Polonez Warszawa       |
| 9.      | ChKS Łódź              |
| 10.     | Spójnia Gdańsk         |

     spadek do II ligi